# Tachyon: The Fringe
Tachyon: The Fringe (рус. Тахион: Край., русск. локализованное название «Жестокие звёзды») — космический симулятор, созданный и выпущенный в продажу компанией NovaLogic в 2000-м году. Игрок выступает в роли Джейка Логана (озвученного киноактёром Брюсом Кэмпбеллом) — пилота-наёмника, работающего по контрактам с межзвёздными корпорациями. Игра была разработана программистом NovaLogic Рэнди Кейси, который также был ответственным за создание симуляторов F-35 Lightning II и F-22 Raptor.

## Обзор

### Управление полётом
Так как физика игры противоречит законам классической механики, у кораблей имеется максимальная скорость. Но существует возможность отключить двигатели и «скользить» по инерции в том же направлении с постоянной скоростью. При этом можно вращать корабль и стрелять в преследователей (чего они обычно не ожидают).
Этот «скользящий» манёвр, который позволил кораблю двигаться в одном направлении а смотреть в другом, было новшеством когда игра вышла в продажу. Осторожное использование «скольжения» и форсажа позволяют игроку медленно увеличивать скорость корабля (в том же направлении) гораздо выше максимальной.

### Космические станции
Во вселенной игры существует несколько космических станций. Они служат точкой ремонта и перезарядки кораблей в необъятном Крае (который имеет десятки станций принадлежащих различным фракциям). Игрок также может зарабатывать кредиты продавая вещи найденные во время заданий на этих станциях. У станций либо есть ангары в которые можно залететь либо посадочные платформы на которые можно сесть.
Космические станции в игре созданы с аккуратным чувством масштаба и являются самыми крупными и тяжеловооружёнными структурами игры. Игрок не может уничтожить станцию. Они только уничтожаются в определённых заданиях без участия игрока. На некоторых станциях есть внешние генераторы, которые можно уничтожить и, тем самым, обесточить её лазерные орудия.

### Оружие
Игрок может приобрести на станциях и использовать различные типы оружия, которые можно установить на любой корабль игрока. Две главные фракции игры, Galactic Spanning Corporation (GalSpan) и колонисты Боры имеют разные оружейные системы. Оружие GalSpan’а стреляет медленными но мощными управляемыми зарядами, тогда как корабли Bora стреляют неуправляемыми но скорострельными пушками и ракетами.

### Оборудование
Кроме оружия, игра позволяет игроку менять корабли различных классов, от тяжёлых и медленных бомбардировщиков до манёвренных истребителей. Также можно менять устройства и компьютерные программы корабля. Примеры устройств: Умные энерго-щиты, движки-ускорители, и туманный радар.

### Задания
В однопользовательском режиме игрок выбирает задания на специальном экране. Некоторые задания приходят от нейтральных лиц и не имеют отношения к основной истории. В конце концов, у игрока будет выбор к какой из двух фракций присоединится: Bora или GalSpan. Задания Bora обычно труднее и менее выгодные. GalSpan хорошо платит своим пилотам и задания часто включают в себя помощников.
Имеется ряд ключевых заданий, которые должны быть выполнены на отлично и только в этом случае сюжет игры продолжается.

### Ведомые
Ведомых можно нанять на станциях для различных заданий. Взамен на зарплату и процент выручки, они помогают выручить игрока в трудной ситуации. Каждый пилот отличается от другого в кораблях, вооружении, цене, способности, и личности. Ведомыми нельзя управлять, но им можно отдавать приказы.
Пилоты GalSpan не могут нанимать ведомых Bora и наоборот. Погибшие ведомые не возвращаются, кроме ДжАСПеров (роботы), которые являются серийными моделями. Есть также ведомые-наемники, которых можно нанять как и за одну, так и за другую сторону.
После выполнения одного из заданий (сектор Ядро), на обратном пути вам необходимо будет спасти Мишель Лакомб (русская версия), после чего она поступит на биржу ведомых. Выбирайте её в качестве ведомого и вы не пожалеете.

## Действие игры
Действие разворачивается в XXVI-м веке. Человечество заселило отдалённые части космоса. Солнечная система является центром цивилизованного космоса и находится в состоянии мира, который поддерживается полицейской организацией под названием Звёздный Патруль. Этот мир иногда нарушается конфликтами между мегакорпорациями, имеющими свои военные силы.
Всё пространство вне Солнечной системы называется Край (Граница). Кроме станции в регионе Центр (Квадрант Ядро), у Патруля нет баз на Границе. Корпорации, пиратские кланы, колонисты Боры, и так-называемые «астероидные бароны» постоянно борются за власть между собой.

## Оценки
| Сводный рейтинг | Сводный рейтинг |
| Агрегатор       | Оценка          |
| --------------- | --------------- |
| GameRankings    | 77,54 %         |